# John Mason Clarke
Pour les articles homonymes, voir Clarke.
John Mason Clarke (15 avril 1857 - 29 mai 1925) est un enseignant, géologue et paléontologue américain.

## Début de carrière
Né à Canandaigua, New York, le cinquième des six enfants de Noah Turner Clarke et Laura Mason Merrill, il fréquente la Canandaigua Academy où son père est professeur et directeur. En 1873, il s'inscrit au Amherst College, où il obtient un baccalauréat en 1877. Il retourne à la Canandaigua Academy et est instructeur dans diverses matières. En 1879–1880, il travaille comme assistant de Benjamin Kendall Emerson (en) à Amherst, puis il enseigne à l'Utica Free Academy en 1880–1881. Il est ensuite instructeur au Smith College de 1881 à 1882, où il est nommé professeur. Au cours de sa deuxième année à Smith, ses trois premiers articles scientifiques sont publiés, concernant les arthropodes.
C'est à ce moment qu'il se rend à l'Université de Göttingen en 1883, où il espère étudier pour un doctorat. Cependant, une accusation d'hétérodoxie par le président du Smith College conduit à son renvoi. En conséquence, il retourne aux États-Unis, où il reprend sa carrière d'enseignant au Massachusetts Agricultural College en 1884–1885. Sans travail, il poursuit une étude du Dévonien supérieur, qu'il espère utiliser pour sa thèse. En janvier 1886, il devient assistant de James Hall au New York State Museum à Albany. Il y fait toute sa carrière.

## Paléontologie et géologie
Il épouse sa première femme, Emma Juel Sill, le 29 septembre 1887. Le couple a un fils, Noah T. Clarke. En 1894, il est nommé professeur de géologie et de minéralogie à l'Institut polytechnique de Rensselaer. Il épouse sa seconde épouse, Fannie V. Bosler, en 1895. Après la mort de James Hall en 1898, Clarke est nommé paléontologue de l'État de New York et est chargé d'une étude géologique de New York. En 1904, il devient géologue et paléontologue d'État, directeur du musée d'État et directeur de la division scientifique du département de l'éducation. Il est nommé premier président de la Paleontological Society en 1908, puis vice-président de la Geological Society of America en 1909 et son président en 1916,.
John M. Clarke meurt en 1925 à Albany, New York. Au cours de sa carrière, il publie 452 titres, dont environ 300 sur le thème de la géologie ou de la paléontologie. Trois genres et 42 espèces portent son nom. Il reçoit six diplômes honorifiques et des offres de quatre universités pour présider leurs départements de géologie. La « bourse John Mason Clarke 1877 » est créée par son fils Noah pour fournir un revenu pour des études supérieures en géologie ou en paléontologie,.